# Bàsquet als Jocs Olímpics d'Estiu de 2024 - Torneig masculí (3x3)
El torneig masculí de basquetbol 3x3 als Jocs Olímpics de París 2024 va ser la 2a edició de la història en unes Olimpíades, després de fer el seu debut en els Jocs Olímpics de Tòquio de 2020. El torneig es va disputar entre el 30 de juliol i el 5 d'agost de 2024 a la Plaça de la Concorde de París.
La selecció dels Països Baixos va guanyar per primera vegada la medalla d'or, després d'imposar-se a la final al combinat de França, amb una victòria a l'últim segon per 18-17. L'equip de Lituània, va guanyar la medalla de bronze després de guanyar a la vigent campiona Letònia per 21-18.

## Format
Els 8 equips classificats van jugar una lliga de tots contra tots. Els dos primers equips es van classificar directament per les semifinals. Els equips situats entre la 3a i la 6a posició jugaven entre ells en una eliminatòria que determinava els altres dos semifinalistes. Els dos últims classificats quedaven eliminats. Els partits es podien guanyar de dues maneres; o bé arriben als 21 punts o bé guanyava l'equip que tenia més punts un cop acabats els 10 minuts de temps. Cada equip tenia 4 jugadors, 3 competint i 1 de suplent.

## Classificació
L'1 de novembre de 2023, es van escollir els 3 primers equips classificats, segons el Rànquing FIBA 3x3. Després hi va haver 3 tornejos de classificació. El primer va tenir lloc entre 8 equips nacionals, el país amfitrió (en aquest cas Hong Kong) i els 7 millors equips del Rànquing FIBA. Això sí, havien de ser equips que no haguessin tingut representació en les dues últimes edicions del torneig de bàsquet 5x5 dels Jocs Olímpics. D'aquest torneig va sortir una nova selecció classificada. El segon torneig classificatori, també va donar accés a una nova plaça. En aquest torneig hi van participar 8 equips, els 4 campions de les Copes continentals de 2023 (si algun d'ells ja estava classificat, jugava el millor segons el rànquing FIBA), més l'equip amfitrió (en aquest cas el Japó), més els següents en el rànquing FIBA. Finalment, el tercer torneig de classificació, va donar accés a les 3 places finals. Hi van participar 16 seleccions, segons el rànquing FIBA, amb el condicionant que hi havia d'haver com a mínim 2 seleccions de cada continent i un màxim de 10.
| Mètode de classificació | Data               | Seu        | Places | Equip classificat |
| ----------------------- | ------------------ | ---------- | ------ | ----------------- |
| Rànquing FIBA 3x3       | 1 Novembre 2023    | -          | 3      | Xina              |
| Rànquing FIBA 3x3       | 1 Novembre 2023    | -          | 3      | Sèrbia            |
| Rànquing FIBA 3x3       | 1 Novembre 2023    | -          | 3      | Estats Units      |
| Torneig Classificació 1 | 12 - 14 abril 2024 | Hong Kong  | 1      | Letònia           |
| Torneig Classificació 2 | 3 - 5 maig 2025    | Utsunomiya | 1      | Països Baixos     |
| Torneig Classificació 3 | 16 - 19 maig 2024  | Debrecen   | 3      | França            |
| Torneig Classificació 3 | 16 - 19 maig 2024  | Debrecen   | 3      | Lituània          |
| Torneig Classificació 3 | 16 - 19 maig 2024  | Debrecen   | 3      | Polònia           |
| Total                   | Total              | Total      | 8      | 8                 |

## Lliga inicial
En aquesta primera fase jugaven tots contra tots per determinar la classificació.
| Posició | País          | J | G | P | PF  | PC  | DP  |
| ------- | ------------- | - | - | - | --- | --- | --- |
| 1       | Letònia       | 7 | 7 | 0 | 147 | 103 | +44 |
| 2       | Països Baixos | 7 | 5 | 2 | 133 | 112 | +21 |
| 3       | Lituània      | 7 | 4 | 3 | 134 | 125 | +9  |
| 4       | Sèrbia        | 7 | 4 | 3 | 129 | 123 | +6  |
| 5       | França        | 7 | 3 | 4 | 131 | 132 | -1  |
| 6       | Polònia       | 7 | 2 | 5 | 116 | 139 | -23 |
| 7       | Estats Units  | 7 | 2 | 5 | 116 | 138 | -22 |
| 8       | Xina          | 7 | 1 | 6 | 107 | 141 | -34 |

### Resultats
| 30 juliol 2024 18:35h | Letònia 21, Lituània 14 | Letònia 21, Lituània 14 | Letònia 21, Lituània 14 | Plaça de la Concòrdia, París |

| 30 juliol 2024 19:05h | Xina 16, Països Baixos 21 | Xina 16, Països Baixos 21 | Xina 16, Països Baixos 21 | Plaça de la Concòrdia, París |

| 30 juliol 2024 22:05h | Polònia 19, França 21 | Polònia 19, França 21 | Polònia 19, França 21 | Plaça de la Concòrdia, París |

| 30 juliol 2024 22:35h | Sèrbia 22, Estats Units 14 | Sèrbia 22, Estats Units 14 | Sèrbia 22, Estats Units 14 | Plaça de la Concòrdia, París |

| 31 juliol 2024 18:35h | Letònia 21, Països Baixos 12 | Letònia 21, Països Baixos 12 | Letònia 21, Països Baixos 12 | Plaça de la Concòrdia, París |

| 31 juliol 2024 19:05h | Sèrbia 15, Xina 21 | Sèrbia 15, Xina 21 | Sèrbia 15, Xina 21 | Plaça de la Concòrdia, París |

| 31 juliol 2024 22:05h | Lituània 20, França 21 | Lituània 20, França 21 | Lituània 20, França 21 | Plaça de la Concòrdia, París |

| 31 juliol 2024 22:35h | Estats Units 17, Polònia 19 | Estats Units 17, Polònia 19 | Estats Units 17, Polònia 19 | Plaça de la Concòrdia, París |

| 1 agost 2024 10:05h | Països Baixos 19, Sèrbia 21 | Països Baixos 19, Sèrbia 21 | Països Baixos 19, Sèrbia 21 | Plaça de la Concòrdia, París |

| 1 agost 2024 10:35h | Xina 8, Letònia 22 | Xina 8, Letònia 22 | Xina 8, Letònia 22 | Plaça de la Concòrdia, París |

| 1 agost 2024 13:25h | Lituània 21, Polònia 12 | Lituània 21, Polònia 12 | Lituània 21, Polònia 12 | Plaça de la Concòrdia, París |

| 1 agost 2024 14:05h | Països Baixos 20, França 13 | Països Baixos 20, França 13 | Països Baixos 20, França 13 | Plaça de la Concòrdia, París |

| 1 agost 2024 19:05h | Estats Units 18, Lituània 20 | Estats Units 18, Lituània 20 | Estats Units 18, Lituània 20 | Plaça de la Concòrdia, París |

| 1 agost 2024 19:35h | Xina 17, Polònia 22 | Xina 17, Polònia 22 | Xina 17, Polònia 22 | Plaça de la Concòrdia, París |

| 1 agost 2024 22:35h | Sèrbia 19, França 16 | Sèrbia 19, França 16 | Sèrbia 19, França 16 | Plaça de la Concòrdia, París |

| 1 agost 2024 23:05h | Estats Units 19, Letònia 21 | Estats Units 19, Letònia 21 | Estats Units 19, Letònia 21 | Plaça de la Concòrdia, París |

| 2 agost 2024 10:05h | Lituània 21, Xina 16 | Lituània 21, Xina 16 | Lituània 21, Xina 16 | Plaça de la Concòrdia, París |

| 2 agost 2024 10:35h | Polònia 17, Països Baixos 21 | Polònia 17, Països Baixos 21 | Polònia 17, Països Baixos 21 | Plaça de la Concòrdia, París |

| 2 agost 2024 13:25h | Països Baixos 19, Lituània 18 | Països Baixos 19, Lituània 18 | Països Baixos 19, Lituània 18 | Plaça de la Concòrdia, París |

| 2 agost 2024 14:05h | França 20, Letònia 22 | França 20, Letònia 22 | França 20, Letònia 22 | Plaça de la Concòrdia, París |

| 2 agost 2024 18:35h | França 19, Estats Units 21 | França 19, Estats Units 21 | França 19, Estats Units 21 | Plaça de la Concòrdia, París |

| 2 agost 2024 19:05h | Letònia 21, Sèrbia 14 | Letònia 21, Sèrbia 14 | Letònia 21, Sèrbia 14 | Plaça de la Concòrdia, París |

| 2 agost 2024 22:05h | Sèrbia 21, Polònia 12 | Sèrbia 21, Polònia 12 | Sèrbia 21, Polònia 12 | Plaça de la Concòrdia, París |

| 2 agost 2024 22:35h | Xina 17, Estats Units 21 | Xina 17, Estats Units 21 | Xina 17, Estats Units 21 | Plaça de la Concòrdia, París |

| 4 agost 2024 17:30h | França 21, Xina 12 | França 21, Xina 12 | França 21, Xina 12 | Plaça de la Concòrdia, París |

| 4 agost 2024 18:00h | Polònia 16, Letònia 22 | Polònia 16, Letònia 22 | Polònia 16, Letònia 22 | Plaça de la Concòrdia, París |

| 4 agost 2024 18:35h | Lituània 20, Sèrbia 18 | Lituània 20, Sèrbia 18 | Lituània 20, Sèrbia 18 | Plaça de la Concòrdia, París |

| 4 agost 2024 19:05h | Estats Units 6, Països Baixos 21 | Estats Units 6, Països Baixos 21 | Estats Units 6, Països Baixos 21 | Plaça de la Concòrdia, París |

## Eliminatòries
|  | Quarts de final     | Quarts de final |                     |             | Semifinals          | Semifinals |  |  | Final               | Final |
|  |                     |                 |                     |             |                     |            |  |  |                     |       |
|  |                     |                 |                     |             |                     |            |  |  |                     |       |
|  |                     |                 |                     |             |                     |            |  |  |                     |       |
|  |                     |                 |                     |             |                     |            |  |  |                     |       |
|  | 5 agost 2024 19:00h |                 |                     |             |                     |            |  |  |                     |       |
|  |                     |                 |                     |             |                     |            |  |  |                     |       |
|  | Letònia             | 14              |                     |             |                     |            |  |  |                     |       |
|  | Letònia             | 14              | 4 agost 2024 22:05h |             |                     |            |  |  |                     |       |
|  |                     | França          | 21                  |             |                     |            |  |  |                     |       |
|  | Sèrbia              | França          | 21                  | 19          |                     |            |  |  |                     |       |
|  | Sèrbia              |                 | 5 agost 2024 22:30h | 19          |                     |            |  |  |                     |       |
|  | França              | 22              |                     |             |                     |            |  |  |                     |       |
|  | França              | 22              | França              | 17          |                     |            |  |  |                     |       |
|  |                     |                 | França              | 17          |                     |            |  |  |                     |       |
|  |                     | Països Baixos   | 18                  |             |                     |            |  |  |                     |       |
|  |                     | Països Baixos   | 18                  |             |                     |            |  |  |                     |       |
|  | 5 agost 2024 18:00h |                 |                     |             |                     |            |  |  |                     |       |
|  |                     |                 |                     |             |                     |            |  |  |                     |       |
|  | Països Baixos       | 20              | Tercer lloc         | Tercer lloc |                     |            |  |  |                     |       |
|  | Països Baixos       | 20              | Tercer lloc         | Tercer lloc | 4 agost 2024 21:30h |            |  |  |                     |       |
|  |                     | Lituània        | 9                   |             |                     |            |  |  |                     |       |
|  | Lituània            | Lituània        | 9                   | 21          | Letònia             | 18         |  |  |                     |       |
|  | Lituània            |                 |                     | 21          | Letònia             | 18         |  |  |                     |       |
|  | Polònia             | 15              |                     | Lituània    | 21                  |            |  |  |                     |       |
|  | Polònia             | 15              |                     |             | 21                  |            |  |  |                     |       |
|  |                     |                 |                     |             |                     |            |  |  | 5 agost 2024 21:30h |       |
|  |                     |                 |                     |             |                     |            |  |  |                     |       |

## Classificació final
| Posició | Equip         |
| ------- | ------------- |
| 1       | Països Baixos |
| 2       | França        |
| 3       | Lituània      |
| 4       | Letònia       |
| 5       | Sèrbia        |
| 6       | Polònia       |
| 7       | Estats Units  |
| 8       | Xina          |